# Маріна Хіраль Лорес
Маріна Хіраль Лорес (ісп. Marina Giral Lores; нар. 4 вересня 1990) — колишня венесуельська тенісистка.
Найвищу одиночну позицію світового рейтингу — 283 місце досягла 19 жовтня 2009, парну — 629 місце — 22 червня 2009 року.
Здобула 2 одиночні та 1 парний титул туру ITF WTA ATP.

## Фінали ITF
| Турніри $25,000 |
| Турніри $10,000 |

### Одиночний розряд: 12 (2–10)
| Результат | Ранг | Дата              | Турнір                     | Покриття | Суперниця                     | Рахунок       |
| --------- | ---- | ----------------- | -------------------------- | -------- | ----------------------------- | ------------- |
| Поразка   | 1.   | 11 листопада 2006 | ITF Каракас, Венесуела     | Ґрунт    | Жоана Кортез                  | 5–7, 6–7(4)   |
| Поразка   | 2.   | 30 липня 2007     | ITF Каракас, Венесуела     | Тверде   | Патріча Кіря                  | 1–6, 4–6      |
| Поразка   | 3.   | 20 липня 2008     | ITF Картахена, Колумбія    | Тверде   | Вівіан Сегніні                | 6–7(8), 2–6   |
| Поразка   | 4.   | 4 жовтня 2008     | ITF Куритиба, Бразилія     | Ґрунт    | Фернанда Ерменежилду          | 4–6, 6–1, 3–6 |
| Поразка   | 5.   | 25 жовтня 2008    | ITF Ліма, Перу             | Ґрунт    | Ванеса Фурланетто             | 4–6, 6–2, 4–6 |
| Поразка   | 6.   | 25 травня 2009    | ITF Villa María, Аргентина | Ґрунт    | Марія Ірігоєн                 | 2–6, 6–7(6)   |
| Перемога  | 1.   | 19 липня 2009     | ITF Богота, Колумбія       | Ґрунт    | Марія Фернанда Альварес Теран | 1–6, 6–4, 6–3 |
| Поразка   | 7.   | 11 жовтня 2009    | ITF Мехіко, Мексика        | Тверде   | Фредеріка Пієдаде             | 1–6, 2–6      |
| Поразка   | 8.   | 18 квітня 2011    | ITF Торрент, Іспанія       | Ґрунт    | Гарбінє Мугуруса              | 1–6, 3–6      |
| Перемога  | 2.   | 3 жовтня 2011     | ITF Мадрид, Іспанія        | Тверде   | Нурія Паррісас-Діас           | 4–6, 6–4, 6–4 |
| Поразка   | 9.   | 16 січня 2012     | ITF Анталія, Туреччина     | Ґрунт    | Софія Квацабая                | 6–7(4), 1–6   |
| Поразка   | 10.  | 16 квітня 2012    | ITF Каракас, Венесуела     | Тверде   | Дженніфер Елі                 | 4–6, 6–2, 4–6 |

### Парний розряд: 5 (1–4)
| Результат | Ранг | Дата              | Турнір                      | Покриття | Партнерка            | Суперниці                              | Рахунок               |
| --------- | ---- | ----------------- | --------------------------- | -------- | -------------------- | -------------------------------------- | --------------------- |
| Поразка   | 1.   | 1 серпня 2005     | ITF Пуерто-Ордас, Венесуела | Тверде   | Lumay Díaz Hernández | Яміле Форс Герра Янет Нуньєс Мохарена  | 1–6, 2–6              |
| Поразка   | 2.   | 21 жовтня 2006    | ITF Сантьяго, Чилі          | Ґрунт    | Паола Йовіно         | Роксане Вайзенберг Хессіка Орселлі     | 4–6, 0–6              |
| Перемога  | 1.   | 11 листопада 2006 | ITF Каракас, Венесуела      | Ґрунт    | Маріана Мусі         | Фабіана Мак Жоана Кортез               | 4–6, 7–5, 7–5         |
| Поразка   | 3.   | 13 жовтня 2008    | ITF Ліма, Перу              | Ґрунт    | Паула Ормаечеа       | Андреа Коч Бенвенуто Карен Кастібланко | 2–6, 1–6              |
| Поразка   | 4.   | 20 жовтня 2008    | ITF Ліма, Перу              | Ґрунт    | Паула Ормаечеа       | Андреа Коч Бенвенуто Карен Кастібланко | 7–6(9–7), 0–6, [3–10] |